# 스페인령 사하라
스페인령 사하라(스페인어: Sahara Español 사하라 에스파뇰[*], 아랍어: الصحراء الإسبانية As-Sahrā'a Al-Isbānīyah 아사흐라 알스바니야[*]), 공식명칭 사하라주(1958년 ~ 1976년)는 1884년에서 1976년 사이에 스페인에 의해 점령되고 통치되었을 때 현대 서사하라의 영토를 불렀던 이름이었다. 사하라주는 가장 최근의 매입 중 하나일 뿐 아니라 아니라 한 때 아메리카 대륙에서 스페인령 동인도까지 이르던 스페인 제국의 마지막 남은 식민지 중 하나였다.
1946년에서 1958년 사이에, 스페인 사하라 사막은 스페인 보호령이였던 주비곶과 스페인령 이프니와 합쳐져 새로운 식민지인 스페인령 서아프리카를 형성했다. 이것은 이프니 전쟁 때 이프니와 사하라 사막이 스페인의 영토가 되었을 때 역전되었는데, 이틀 간격으로 주비곶은 평화 협정으로 모로코에 양도되었다.
스페인은 아프리카의 탈식민지화에 관한 유엔 결의안 때문에 모로코의 요구와 국제적인 압력에 따라 사하라의 소유권을 포기했다. 그 속엔 폴리사리오 전선을 통해 원주민 사하라위인 인구의 내부 압박과 모로코와 모리타니의 주장이 있었다. 1956년, 독립을 쟁취한 후 모로코는 식민지가 되기 이전의 옛 영토를 토대로 서사하라에 대한 영유권을 주장하였다. 모리타니는 역사적 사실을 토대로 몇 년 동안 영토를 주장했으나 1979년에 모든 주장을 포기했다.
1975년, 모로코는 현재 서사하라 영토의 상당 부분을 점령했지만, 독립된 사하라 아랍 민주공화국의 주권을 주장하는 폴리사리오 전선은 모로코를 상대로 16년간 게릴라전(서사하라 전쟁)을 벌였다. 1991년, 유엔은 중재를 요청해왔고, 미래에 대해 투표하도록 협상과 국민투표를 주선하려고 노력해왔다. 모로코는 대서양 연안 전체와 서사하라의 육지, 인구, 천연자원의 대부분을 지배한다.

## 같이 보기
- 티리스알가르비야주
- 사하라 아랍 민주 공화국
- 스페인령 서아프리카